# کارولینا لوجان
کارولینا لوجان (انگلیسی: Carolina Luján؛ زادهٔ ۱۳ مهٔ ۱۹۸۵) یک شطرنج‌باز اهل آرژانتین است.